# Theo Eltink
Pour les articles homonymes, voir Theo.
Theo Eltink, né le 27 novembre 1981 à Eindhoven, est un coureur cycliste néerlandais, professionnel de 2005 à 2009.

## Biographie
Theo Eltink commence sa carrière professionnelle en 2005 dans l'équipe Rabobank, après trois années passées dans l'équipe réserve de cette dernière. Il reste chez Rabobank pendant quatre saisons. Il ne gagne pas de course, son meilleur classement étant une deuxième place au Ronde van Midden-Zeeland. Il participe à six grands tours : trois Tours d'Espagne et trois Tours d'Italie. Il y obtient sa meilleure place lors du Tour d'Espagne 2006 : 24e. Lors de l'édition suivante, il est l'un des coéquipiers du vainqueur Denis Menchov. 
Eltink quitte Rabobank en 2009 et rejoint Skil-Shimano. Fin 2009, son contrat n'est pas renouvelé. Faute d'employeur, il met fin à sa carrière de coureur cycliste.

## Palmarès
- 1997
  - 3e du championnat des Pays-Bas de cyclo-cross débutants
- 1998
  - 2e de l'Acht van Bladel
- 1999
  - 2e du Trofeo Karlsberg
  - 2e du Grand Prix Rüebliland
- 2001
  - 3e étape de la Ronde de l'Isard
- 2002
  - 1re étape du Tour de Catalogne de l'Avenir
- 2003
  - 2e du championnat des Pays-Bas de cyclo-cross espoirs
- 2004
  - 5e étape du Tour de Normandie (contre-la-montre par équipes)
  - 9e étape du Tour de l'Avenir
  - 3e étape du Tour des Pyrénées
  - 3e du Tour de la Manche
  - 8e du Tour de l'Avenir
- 2005
  - 2e du Ronde van Midden-Zeeland

## Résultats sur les grands tours

### Tour d'Espagne
3 participations
- 2006 : 24e
- 2007 : 95e
- 2008 : 77e

### Tour d'Italie
3 participations
- 2005 : 29e
- 2006 : 53e
- 2008 : 77e